# Spathoglottis chrysantha
Spathoglottis chrysantha är en orkidéart som beskrevs av Oakes Ames. Spathoglottis chrysantha ingår i släktet Spathoglottis och familjen orkidéer.
Artens utbredningsområde är Filippinerna. Inga underarter finns listade i Catalogue of Life.